# Pseudotypocerus pubipennis
Pseudotypocerus pubipennis är en skalbaggsart som först beskrevs av Bates 1885.  Pseudotypocerus pubipennis ingår i släktet Pseudotypocerus och familjen långhorningar.
Artens utbredningsområde är Guatemala. Inga underarter finns listade i Catalogue of Life.